# Symplocos suaveolens
Symplocos suaveolens är en tvåhjärtbladig växtart som beskrevs av Johann Friedrich Klotzsch och August Brand. Symplocos suaveolens ingår i släktet Symplocos och familjen Symplocaceae. Inga underarter finns listade i Catalogue of Life.